# Helius barbatus
Helius barbatus är en tvåvingeart som beskrevs av Edwards 1921. Helius barbatus ingår i släktet Helius och familjen småharkrankar.
Artens utbredningsområde är Taiwan. Inga underarter finns listade i Catalogue of Life.